# Le Drew Carey Show
 (février 2023).
Si vous disposez d'ouvrages ou d'articles de référence ou si vous connaissez des sites web de qualité traitant du thème abordé ici, merci de compléter l'article en donnant les références utiles à sa vérifiabilité et en les liant à la section « Notes et références ».
Pour les articles homonymes, voir Drew.
Le Drew Carey Show (The Drew Carey Show)  est une série télévisée américaine en 233 épisodes de 22 minutes, créée par Drew Carey et Bruce Helford et diffusée du 13 septembre 1995 au 8 septembre 2004 sur le réseau ABC. En France, la série a été diffusée à partir de 1998 sur Comédie !.

## Synopsis
Cette série met en scène le quotidien de Drew Carey, assistant du responsable du personnel d'un grand magasin de Cleveland. Quand il ne se dispute pas avec Mimi, sa collègue de travail et ennemie jurée, Drew Carey s'adonne à la consommation de bières en compagnie de ses amis.

## Distribution
- Drew Carey (VF : Jean-François Kopf) : Drew Carey
- Ryan Stiles (VF : Henri Courseaux) : Lewis Kiniski
- Diedrich Bader (VF : Sébastien Desjours) : Oswald Lee Harvey
- Christa Miller (VF : Isabelle Maudet) : Kate O'Brien (1995-2002)
- Kathy Kinney (VF : Claude Chantal) : Mimi Bobeck Carey
- Cynthia Watros (VF : Murielle Naigeon) : Kellie Newmark (2002-2004)
- Craig Ferguson (VF : Pierre Laurent) : Nigel Wick (1996-2003)
- John Carroll Lynch (VF : Joël Martineau) : Steve Carey (1997-2003)